# بوب لوف
بوب لوف (بالإنجليزية: Bob Love)‏ (8 ديسمبر 1942 – 18 نوفمبر 2024) ولد في باستروب، هو لاعب كرة سلة أمريكي سابق بدأ مسيرته الاحترافية في سنة 1965. اختير من قبل فريق سكرامنتو كينغز خلال الدرافت. بلغ طوله 6 قدم 8 بوصة (2.0 م). اعتزل اللعب في 1977. شارك 3 مرات في مباراة كل النجوم. أحرز خلال مسيرته في الإن بي إيه 13895 نقطة بمعدل 17.6 نقطة في المباراة الواحدة.

## المسيرة الاحترافية
لعب مع سكرامنتو كينغز من سنة 1966 إلى 1968، ثم لعب مع ميلووكي باكز في سنة 1968، ثم لعب مع شيكاغو بولز من سنة 1968 إلى 1977، ثم لعب مع بروكلين نتس في موسم 1976–1977، ثم لعب مع سياتل سوبرسونيكس في سنة 1977.

## روابط خارجية
- بوب لوف على موقع إن بي أي (الإنجليزية)
- بوب لوف على موقع سبورتس رفرنس (الإنجليزية)
- بوب لوف على موقع ريلجم (الإنجليزية)
- بوب لوف على موقع بروبوليرز (الإنجليزية)
- بوب لوف على موقع قاعة لويزيانا للمشاهير الرياضية (الإنجليزية)